# Stor-Rännsjön
Stor-Rännsjön är en sjö i Ockelbo kommun i Gästrikland och ingår i Testeboåns huvudavrinningsområde. Sjön är 9,2 meter djup, har en yta på 0,849 kvadratkilometer och befinner sig 115 meter över havet. Sjön avvattnas av vattendraget Rännsjöbäcken.

## Delavrinningsområde
Stor-Rännsjön ingår i det delavrinningsområde (675067-154614) som SMHI kallar för Utloppet av Stor-Rännsjön. Medelhöjden är 178 meter över havet och ytan är 12,13 kvadratkilometer. Det finns inga avrinningsområden uppströms utan avrinningsområdet är högsta punkten. Rännsjöbäcken som avvattnar avrinningsområdet har biflödesordning 2, vilket innebär att vattnet flödar genom totalt 2 vattendrag innan det når havet efter 52 kilometer. Avrinningsområdet består mestadels av skog (85 procent). Avrinningsområdet har 0,85 kvadratkilometer vattenytor vilket ger det en sjöprocent på 7 procent.